# Canada Aquatiques
Aquatics Canada Aquatiques (anciennement Fédération aquatique du Canada ou Aquatic Federation of Canada) est la fédération représentant le Canada à la Fédération internationale de natation (FINA) et à la Unión Americana de Natación de las Américas (UANA), la fédération continentale américaine.
Elle regroupe les quatre organismes dirigeants des sports aquatiques du pays :
- Natation Canada
- Natation artistique Canada
- Plongeon Canada
- Water Polo Canada